# Ernie Adams
Ernie Adams (18. juni 1885 – 26. november 1947) var en amerikansk stumfilmskuespiller. Han medvirkede i over 400 film fra 1919 – 1948.
Han blev født i San Francisco, Californien og døde i Hollywood, Californien.

## Udvalgt filmografi
- A Regular Girl (1919)
- The Best People (1925)
- Pals in Paradise (1926)
- Jewels of Desire (1927)
- Melting Millions (1927)
- What a Night! (1928)
- The Galloping Ghost (1931)
- Night Beat (1931)
- The Hurricane Express (1932)
- The Shadow of the Eagle (1932)
- We're Not Dressing (1934)
- Hell Bent for Love (1934)
- It Happened One Night (1934) - sækketyven
- The Miracle Rider (1935)
- The Purple Vigilantes (1938)
- The Man with Nine Lives (1940)
- Cactus Makes Perfect (1942)
- The Lone Prairie (1942)
- The Pride of the Yankees (1942)
- Phony Express (1943)
- Murder, My Sweet (1944)
- Lake Placid Serenade (1944)
- Son of Zorro (1947)
- Robin Hood of Monterey (1947)